# Mike Hoffman (Eishockeyspieler, 1989)
Michael „Mike“ Hoffman (* 24. November 1989 in Kitchener, Ontario) ist ein kanadischer Eishockeyspieler, der zuletzt bis Juli 2024 bei den San Jose Sharks in der National Hockey League unter Vertrag stand. Zuvor verbrachte der linke Flügelstürmer acht Jahre in der Organisation der Ottawa Senators und lief zudem bereits für die Florida Panthers, St. Louis Blues und Canadiens de Montréal auf.

## Karriere

### Jugend
Mike Hoffman spielte in seiner Jugend für die Kitchener Dutchmen in seiner Heimatstadt, hatte in der Folge allerdings große Schwierigkeiten, sich im erstklassigen kanadischen Junioreneishockey zu etablieren. Gegen Ende der Saison 2006/07 absolvierte er insgesamt sechs Spiele für die Kitchener Rangers aus der Ontario Hockey League, die ihn allerdings danach aus dem Team strichen. In der Folge schloss sich Hoffman den Olympiques de Gatineau aus der Ligue de hockey junior majeur du Québec (LHJMQ) an, die in ihm jedoch nach 19 Einsätzen ebenfalls keine Zukunft sahen und er die Mannschaft verlassen musste. Im Anschluss wurde der Flügelspieler von den Voltigeurs de Drummondville verpflichtet, die zu diesem Zeitpunkt auf dem letzten Platz der LHJMQ rangierten und von Guy Boucher trainiert wurden. In Drummondville etablierte sich der Kanadier schließlich auf höchstem Junioren-Niveau und kam bis zum Ende der Saison 2007/08 auf 36 Scorerpunkte aus 42 Spielen.
Der Durchbruch gelang Hoffman in der folgenden Spielzeit 2008/09. Mit der Mannschaft gewann er sowohl die Trophée Jean Rougeau als bestes Team der regulären Saison als auch die Coupe du Président in den anschließenden Playoffs. Seine persönliche Statistik steigerte er auf 94 Punkte aus 62 Spielen der regulären Saison und wurde zudem ins First All-Star-Team der LHJMQ gewählt. Mit diesen Leistungen wurde er auch für den NHL Entry Draft interessant, bei dem er 2008 noch keine Rolle gespielt hatte, obwohl er bereits verfügbar war. 2009 wählten ihn dann die Ottawa Senators an 130. Position aus. Hoffman kehrte jedoch vorerst in die LHJMQ zurück und verbrachte die Saison 2009/10 bei den Saint John Sea Dogs, bei denen er seine Leistungen aufrechterhalten konnte. Mit den Sea Dogs erreichte er erneut das Finale um die Coupe du Président, unterlag jedoch dort den Moncton Wildcats. Der Kanadier wurde allerdings mit der Trophée Michel Brière als wertvollster Spieler sowie mit der Trophée Frank J. Selke als fairster Spieler der Liga ausgezeichnet und darüber hinaus in das LHJMQ Frst All-Star Team und das CHL Second All-Star Team gewählt. Zudem stellte er mit 46 Toren einen neuen Saisonrekord bei den Sea Dogs auf.

### NHL

#### Ottawa Senators
Nach der Saison 2009/10 unterzeichnete er bei den Ottawa Senators, die ihn 2009 gedraftet hatten, einen Einstiegsvertrag. Um ihm Spielpraxis zu gewähren, wurde er vorerst an die Binghamton Senators, das Farmteam aus der American Hockey League (AHL), abgegeben und verbrachte dort (bis auf vier Spiele für die Elmira Jackals in der ECHL) die gesamte Saison. In seiner Debüt-Saison im Profi-Spielbetrieb gewann er mit den Senators direkt den Calder Cup. Die beiden folgenden Spielzeiten verbrachte Hoffman zu großen Teilen in Binghamton, debütierte allerdings im Dezember 2011 für die Ottawa Senators in der National Hockey League (NHL) und ließ diesem Einsatz drei weitere in der Saison 2012/13 folgen, in der er allerdings mehrere Spiele aufgrund eines gebrochenen Schlüsselbeins pausieren musste. Im Sommer 2013 verlängerten die Senators seinen Vertrag um ein Jahr und gewährten ihm zunehmend mehr Spielzeit in der NHL, so kam er 2013/14 auf 25 Spiele, in denen er sechs Scorerpunkte beisteuerte. In der AHL erreichte er erstmals einen Schnitt von über einem Punkt pro Spiel (67 in 51 Spielen), nahm am AHL All-Star Classic teil und wurde ins First All-Star Team gewählt.
Nach einer weiteren Vertragsverlängerung im Juni 2014 wurde der Kanadier zu einem festen Bestandteil des NHL-Aufgebots, galt dabei allerdings noch als Rookie, da er in der Vorsaison 25 Spiele absolviert hatte und somit die festgelegte Grenze genau erreichte, aber nicht überschritt. Daher durfte er als Rookie an der Skills Competition des NHL All-Star Games teilnehmen und beendete die Saison mit 27 Toren an der Spitze der Rookie-Torschützenliste. Insgesamt steuerte er 48 Scorerpunkte bei, absolvierte fast alle Spiele der regulären Saison und hatte somit maßgeblichen Anteil daran, dass die Senators die Playoffs erreichten. Im Sommer 2016 unterzeichnete Hoffman einen neuen Vierjahresvertrag in Ottawa, der ihm ein durchschnittliches Jahresgehalt von ca. 5,2 Millionen US-Dollar einbringen soll. Mit dem Team erreichte er in den folgenden Playoffs 2017 das Conference-Finale, scheiterte dort allerdings an den Pittsburgh Penguins.

#### Stete Wechsel
Die anschließende Saison 2017/18 gestaltete sich sportlich enttäuschend, sodass die Senators einen personellen Umbruch anstrebten und Hoffman im Juni 2018 samt Cody Donaghey und einem Fünftrunden-Wahlrecht im NHL Entry Draft 2020 an die San Jose Sharks abgaben. Im Gegenzug erhielt Ottawa Mikkel Bødker, Julius Bergman und ein Sechstrunden-Wahlrecht im gleichen Draft. Die Sharks schickten Hoffman samt einem Siebtrunden-Wahlrecht für den NHL Entry Draft 2018 prompt weiter zu den Florida Panthers, die dafür ein Zweitrunden-Wahlrecht im NHL Entry Draft 2019 sowie ein Viert- und ein Fünftrunden-Wahlrecht im Draft 2018 nach San Jose transferierten. Darüber hinaus wurde wenige Tage vor dem Tauschgeschäft bekannt, dass die Ehefrau von Senators-Kapitän Erik Karlsson gegen die Verlobte von Hoffman gerichtliche Schritte unternommen und einen peace bond (vergleichbar mit einer einstweiligen Verfügung) beantragt habe. Hoffmans Verlobte soll Karlssons Ehefrau und ihrem ungeborenen Kind in zahlreichen Kommentaren in sozialen Netzwerken den Tod gewünscht haben (Cyber-Mobbing). Hoffman und seine Verlobte bestritten die Anschuldigungen, jedoch wurde ein baldiger Transfer aufgrund dieser teaminternen Spannungen von medialer Seite als sehr wahrscheinlich bewertet.
In Florida war Hoffman in der Folge zwei Jahre aktiv, in denen er mit 70 und 59 Scorerpunkten offensiv überzeugte. Dennoch wurde sein auslaufender Vertrag bei den Panthers im Oktober 2020 nicht verlängert, sodass er seither als Free Agent auf der Suche nach einem neuen Arbeitgeber war. Ende Dezember 2020 schloss er sich probeweise (professional tryout contract) den St. Louis Blues an, was im Januar 2021 in ein festes Engagement mündete. Der Einjahresvertrag sollte ein Gehaltsvolumen von vier Millionen US-Dollar haben. Im Sommer 2021 wechselte Hoffman, erneut als Free Agent, zu den Canadiens de Montréal, bei denen er einen Dreijahresvertrag mit einem durchschnittlichen Jahresgehalt von 4,5 Millionen US-Dollar erhielt.
Im August 2023 wurde er allerdings im Rahmen von zwei Tauschgeschäften bzw. eines „Three-Way-Trade“ abermals an die San Jose Sharks abgegeben. Zuerst wurde er dabei samt Rem Pitlick zu den Pittsburgh Penguins transferiert, die dafür Jeff Petry, Casey DeSmith, Nathan Légaré und ein Zweitrunden-Wahlrecht im NHL Entry Draft 2025 nach Montréal schickten. Anschließend sandten ihn die Penguins direkt samt Mikael Granlund, Jan Rutta sowie einem konditionalen Erstrunden-Wahlrecht im NHL Entry Draft 2024 zu den San Jose Sharks. Das Wahlrecht ist dabei Top-10-geschützt, verschiebt sich also um ein Jahr nach hinten, falls es sich unter den ersten zehn Positionen befinden sollte. Im Gegenzug wechselten letztlich der oben erwähnte Erik Karlsson, Dillon Hamaliuk und ein Drittrunden-Wahlrecht im NHL Entry Draft 2026 nach Pittsburgh. In San Jose beendete er die Saison 2023/24, ehe sein auslaufender Vertrag dort nicht verlängert wurde.

## Erfolge und Auszeichnungen
| - 2009 Coupe du Président und Trophée Jean Rougeau mit den Voltigeurs de Drummondville - 2009 LHJMQ First All-Star-Team - 2010 Trophée Michel Brière - 2010 Trophée Frank J. Selke - 2010 LHJMQ First All-Star-Team - 2010 CHL Second All-Star Team | - 2011 Calder Cup mit den Binghamton Senators - 2014 Teilnahme am AHL All-Star Classic - 2014 AHL First All-Star Team - 2015 Teilnahme an der Skills Competition des NHL All-Star Games - 2015 Meiste Tore als Rookie (27) der NHL |

## Karrierestatistik
Stand: Ende der Saison 2023/24
(Legende zur Spielerstatistik: Sp oder GP = absolvierte Spiele; T oder G = erzielte Tore; V oder A = erzielte Assists; Pkt oder Pts = erzielte Scorerpunkte; SM oder PIM = erhaltene Strafminuten; +/− = Plus/Minus-Bilanz; PP = erzielte Überzahltore; SH = erzielte Unterzahltore; GW = erzielte Siegtore; 1 Play-downs/Relegation; Kursiv: Statistik nicht vollständig)